# Der Gast (Camus)
Der Gast (franz. L'Hôte) ist eine Novelle von Albert Camus, die 1957 in der Sammlung L'Exil et le Royaume im französischen Verlag Gallimard erstmals erschien. Sie spielt in Algerien kurz vor Ausbruch des Algerienkrieges.

## Inhalt
Die Hauptperson der Novelle ist Daru, ein in Algerien lebender französischer Volksschullehrer, der fernab von allen Menschen auf einer Hochebene in seiner Schule wohnt. Eines Tages sieht er, dass zwei Menschen zu ihm emporsteigen: Balducci, ein älterer Gendarm korsischen Ursprungs aus dem nächsten Dorf, und ein Gefangener, der in der Novelle lediglich l'Arabe, der Araber, genannt wird. Dieser hat seinen Cousin wegen unbezahlter Kornschulden getötet und soll wegen bevorstehender Unruhen in ein anderes Gefängnis verlegt werden. Balducci, der auf Grund der Unruhen umgehend zurückkehren muss, hat den Auftrag, den Araber bei Daru abzuliefern, damit dieser ihn dann wiederum der nächsten Polizeistation in Tinguit ausliefern kann. Daru widert die Bluttat zwar an, er weigert sich jedoch, den Auftrag anzunehmen und den Araber auszuliefern. Als Balducci ihn nicht umstimmen kann, verlässt er erbost die Schule und überlässt es Daru, wie er mit dem Gefangenen verfährt. 
Daru fühlt sich in seiner ruhigen Einsamkeit gestört, ermuntert den Araber jedoch vergeblich durch Worte wie Taten – er legt ihm seine Fesseln beispielsweise nicht erneut an – zur Flucht. Nach dem gemeinsamen Abendessen begeben sie sich schließlich zu Bett. In der folgenden Nacht kann Daru kaum schlafen und beobachtet unentwegt den auf einem Feldbett liegenden Araber. Als dieser mitten in der Nacht plötzlich aufsteht und aus dem Raum geht, ist Daru über die scheinbare Flucht beinahe erleichtert. Kurze Zeit später kehrt der Araber jedoch wieder zurück. 
Am nächsten Tag machen sich Daru und der Araber in Richtung des Dorfes auf. Wie schon in der Nacht meint Daru, um die Schule laufende Schritte zu hören, doch kann er nichts Verdächtiges entdecken. Nach einem längeren Fußmarsch gelangen sie an eine Weggabelung. Der eine Weg führt in die Wüste zu den Nomaden und damit in die Freiheit, der andere ins Dorf und somit zum Gefängnis. Daru erklärt dem Araber, dass er selbst entscheiden soll, welchen Weg er gehen möchte und kehrt um. Als sich Daru aus einiger Entfernung noch einmal umdreht, sieht er, dass der Araber den Weg zum Gefängnis eingeschlagen hat. 
Zurück in der Schule blickt er wehmütig aus dem Fenster über die Hochebene. Hinter ihm an der Tafel steht geschrieben: „Tu as livré notre frère. Tu paieras.“ – „Du hast unseren Bruder ausgeliefert. Du wirst zahlen.“ Daru fühlt sich in dem Land, das er vormals liebte, so einsam wie nie zuvor.

## Hintergrund
Camus thematisiert mit der Erzählung den Konflikt zwischen arabischen und französischen Algeriern in der französischen Kolonie kurz vor Beginn des Algerienkriegs. Schon der französische Titel, L'Hôte, pointiert dies, da er sich sowohl als Der Gast wie auch als Der Gastgeber übersetzen lässt. 
Camus stellt in der Tradition des Existentialismus mit dieser Erzählung heraus, dass es eine wirklich neutrale Position nicht geben kann. Vielmehr besteht ein externer Zwang zur Wahl, der nicht umgangen werden kann. Zugleich greift Camus seine Wendung des Existentialismus zur Philosophie des Absurden auf, indem er diese sich an das Akzeptieren der Ausweglosigkeit anschließende Wahl als eine der Freiheit und als Revolte gegen die Ausweglosigkeit interpretiert.
Im Lehrer Daru lässt sich Camus selbst erkennen. Während des Algerienkriegs sympathisierte Camus zwar mit den Emanzipationsbestrebungen der algerischen Bevölkerung, identifizierte sich jedoch andererseits mit den Pied-noirs und argumentierte deshalb für eine gemeinsame Zukunft französischer und arabischer Algerier in einem weitgehend autonomen, nicht jedoch völlig unabhängigen Algerien. Er kritisierte, dass die algerische Revolution wichtiger Teil eines neuen, von Ägypten ausgehenden arabischen Imperialismus mit einem von Russland beeinflussten anti-westlichen Charakter sei. Wie Daru wurde  Camus für seine unentschiedene, differenzierende Position von beiden Seiten heftig kritisiert.

## Verfilmung
David Oelhoffens Film Den Menschen so fern (2014) basiert grob auf der Novelle. Die Hauptrollen übernahmen Viggo Mortensen und Reda Kateb. Der Film feierte beim Wettbewerb der Internationalen Filmfestspiele von Venedig 2014 seine Premiere. Er wurde dort mit dem SIGNIS Award, dem Arca CinemaGiovani Award und dem Interfilm Award for Promoting Interreligious Dialogue ausgezeichnet.